# 鉅子
鉅子是墨家門徒（墨者）中对领导人的称呼，有時寫作“巨子”。在《孟子》中可考证的有孟胜、田襄子、腹䵍等人，現在多指富裕或者地位顯赫的人物。

## 簡介
一般認為墨子雖然是墨家第一代領袖，但並沒有擔任過鉅子。但是一開始，墨子就能使役大量的門徒赴湯蹈火，至死也不转脚跟后退。“墨子服役者百八十人，皆可使赴火蹈刃，死不还踵”。
從墨子的時代開始，所有的墨者就對領導者惟命是從，而後由鉅子領導，也是一樣。墨者中從事談辯者，稱「墨辯」；從事俠客者，稱「墨俠」。「墨辯」或「墨俠」等墨者必须服从鉅子领导，鉅子由上代指定，代代相传，在团体中享有至高无上的权威。
鉅子孟勝曾為楚國陽城君守城，楚肅王要追究陽城君殺吳起時，射中楚悼王遺體的罪過，攻擊陽城君的封地。孟勝認為自己必須一死，但孟胜弟子徐弱勸告孟勝等待後變，孟勝拒絕。徐弱只好自殺。孟勝令三個墨者奔出城外，傳鉅子之位于宋國的田讓（田襄子），然後自殺，當時就有一百八十人隨著孟勝自盡。三人轉告田讓後，又隨孟勝赴死，田讓雖嚴令三墨者不死，他們依舊自殺。
但是鉅子雖享有特權，一樣必須紀律嚴明，相傳“墨者之法，殺人者死，傷人者刑”，例如鉅子腹䵍的兒子殺了人，雖得到秦惠王的赦免，但腹䵍仍堅持“殺人者死”的“墨者之法”，所以腹䵍殺了他兒子。

## 外部連結
- 墨家的巨子制度 （页面存档备份，存于）